# Kennedy Bakırcıoğlu
Kennedy Bakırcıoğlu (* 2. November 1980 in Södertälje) ist ein ehemaliger schwedischer Fußballspieler assyrisch/aramäischer Abstammung. Der Mittelfeldspieler, der außerhalb Schwedens in Griechenland, den Niederlanden und Spanien unter Vertrag stand, lief seit seinem Debüt 2001 mehrfach für die schwedische Nationalmannschaft auf.

## Werdegang

### Karrierebeginn in Schweden
Bakırcıoğlu, dessen Vater aus der Türkei eingewandert war und einer der Gründer von Assyriska Föreningen war, spielte in der Jugend bei diesem Verein. Er debütierte 1996 in der Superettan und wurde ein Jahr später von Manchester United zu einem Probetraining eingeladen.
1999 wechselte Bakırcıoğlu zu Hammarby IF in die Allsvenskan. Auf Anhieb konnte er sich in der Mannschaft etablieren und verpasste in seiner ersten Spielzeit nur eins der 26 Saisonspiele. Durch seine konstanten Leistungen spielte er sich in den Kreis der Nationalmannschaft, wo er am 1. Februar bei der 0:1-Niederlage gegen die finnische Landesauswahl sein Debüt hatte. Im selben Jahr verpasste er in der Liga kein Saisonspiel. Mit acht Toren trug er dazu bei, dass die Mannschaft um Spieler wie Christer Fursth, Andreas Hermansson, Suleyman Sleyman und Jonas Stark erstmals in der Vereinsgeschichte von Hammarby IF den Gewinn des schwedischen Meistertitels feiern konnte.
Bakırcıoğlu kam in beiden Spielen gegen Partizan Belgrad in der zweiten Qualifikationsrunde zur UEFA Champions League zum Einsatz, musste jedoch trotz eines Treffers von Fredrik Winsnes nach einem 1:1-Unentschieden und einer 0:4-Niederlage das Ausscheiden hinnehmen. In der Liga konnte er trotz elf Saisontreffer mit der Mannschaft nicht an den Vorjahreserfolg anknüpfen und belegte mit ihr den neunten Tabellenrang. In der Spielzeit 2003 führte er den Klub mit zwölf Toren zur Vizemeisterschaft hinter Djurgårdens IF.

### Stationen im Ausland
Im Januar 2004 wechselte Bakırcıoğlu ins Ausland zu Iraklis Thessaloniki. Beim von seinem Landsmann Mats Jingblad trainierten Klub konnte er sich nicht durchzusetzen. Daher ging er nach anderthalb Spielzeiten zum FC Twente Enschede in die niederländische Eredivisie, wo er mit den Mitspielern Daniel Majstorović und Sharbel Touma erneut auf Landsmänner traf. Unter Trainer Fred Rutten etablierte er sich als Stammkraft und regelmäßiger Torschütze. In der Spielzeit 2006/07 platzierte er sich mit 15 Saisontoren unter den besten zehn Torschützen der Liga und qualifizierte sich mit dem Klub für die niederländischen Entscheidungsspiele um die Champions-League-Qualifikation, scheiterte dort jedoch am AZ Alkmaar.

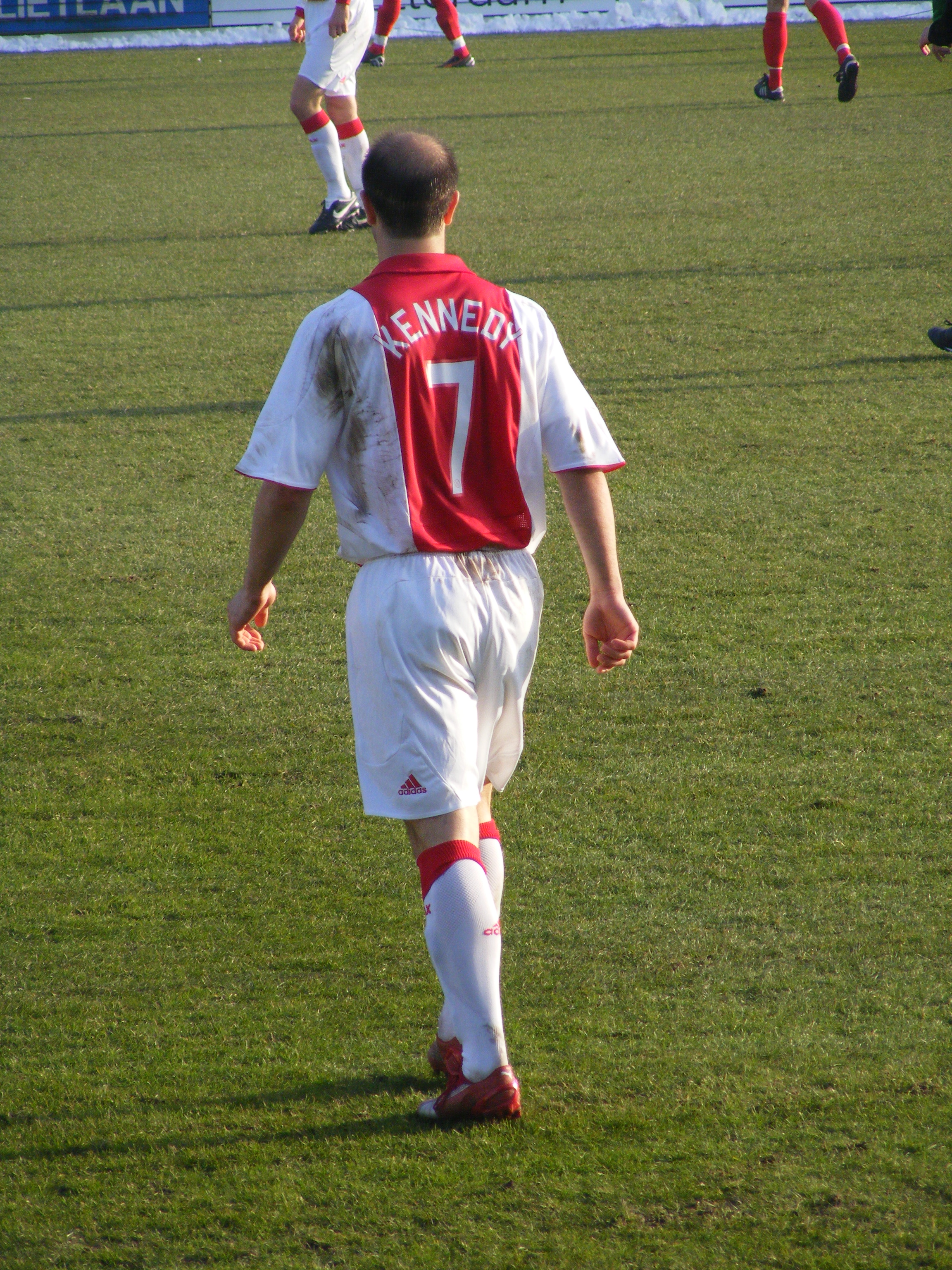
Bakırcıoğlu im Dezember 2007 im Jersey von Ajax Amsterdam

Dank seiner Torgefährlichkeit machte sich Bakırcıoğlu landesweit bekannt und, nachdem Gerüchte über einen Transfer zur PSV Eindhoven aufgekommen waren, unterschrieb er einen ab der Spielzeit 2007/2008 gültigen Kontrakt beim Rekordmeister Ajax Amsterdam. Mit dem Klub gewann er im August 2007 durch einen 1:0-Erfolg über PSV Eindhoven in der Amsterdam Arena die Johan-Cruyff-Schaal. Im Herbst des Jahres verletzte er sich und verpasste mehrere Spiele. Mit dem Klub wurde er am Ende der Saison Vizemeister, verpasste jedoch in den Entscheidungsspielen gegen seinen Ex-Klub Twente Enschede durch eine 1:2-Niederlage und ein 0:0-Unentschieden die Teilnahme an der Qualifikation zur Champions League.
Obwohl Bakırcıoğlu im Jahr 2008 nicht zu den Stammspielern bei Ajax gehörte, berief ihn Nationaltrainer Lars Lagerbäck im Mai 2008 als Ersatzmann für den im Vorfeld des Turniers verletzten Tobias Linderoth auf Abruf in den schwedischen Kader zur Europameisterschaft 2008, sollte dieser nicht rechtzeitig zu Form finden. Letztlich wurde er nicht im endgültigen Kader berücksichtigt.
Auch nach der Sommerpause gehörte Bakırcıoğlu nur zu den Ergänzungsspielern bei Ajax. Im Dezember beschloss der Klub, seinen Kader von 28 auf 24 Spieler zu reduzieren. Zu den aussortierten Spielern gehörten neben dem Schweden seine Mitspieler Dennis Gentenaar, Dennis Rommedahl und Laurent Delorge. Im Februar des folgenden Jahres kehrte er jedoch in den Kader zurück. Beim 2:0-Erfolg über Feyenoord Rotterdam am 15. Februar stand er in der Startformation und leistete prompt die Vorarbeit zum zwischenzeitlichen 1:0-Führungstreffer durch Thomas Vermaelen. Nach nur drei Einsätzen in der Rückrunde gab es Meldungen über einen Vereinswechsel, in denen spekuliert wurde, er ginge kurz vor Beginn der Allsvenskan-Spielzeit 2009 auf Leihbasis zurück nach Schweden zu Hammarby IF. Der Mittelfeldspieler erklärte jedoch, sich bei Ajax durchsetzen zu wollen.
Nachdem Bakırcıoğlu im Sommer 2010 zunächst mit einem Wechsel in die Türkei in Verbindung gebracht worden war, unterschrieb er Anfang Juli einen Kontrakt mit zwei Jahren Laufzeit beim spanischen Erstligisten Racing Santander. An der Seite des von Werder Bremen ausgeliehenen Landsmannes Markus Rosenberg etablierte er sich als Stammspieler im Mittelfeld des Klubs. In seinem zweiten Jahr beim Klub fiel er verletzungsbedingt längerfristig aus, die Mannschaft stieg am Ende der Spielzeit als Tabellenletzter in die Segunda División ab.

### Rückkehr nach Schweden
Im Sommer 2012 wechselte Bakırcıoğlu zurück in seine Heimat. Bei seinem ehemaligen Klub Hammarby IF, der mittlerweile in der zweitklassigen Superettan antrat, unterzeichnete er kurz vor Ende der Sommertransferperiode Ende August einen bis Ende 2014 gültigen Kontrakt. Mit dem Klub stand er lange Zeit im Rennen um den Aufstieg zur Allsvenskan, letztlich verpasste er als Tabellenvierter den Relegationsplatz zur ersten Liga mit sieben Punkten Rückstand auf Halmstads BK jedoch relativ deutlich.

## Erfolge
- [[Fotbollsallsvenskan<Schwedische Meisterschaft]] mit Hammarby IF: 2001
- Johan-Cruyff-Schale mit Ajax Amsterdam: 2007